# Liceum Morskie w Gdyni

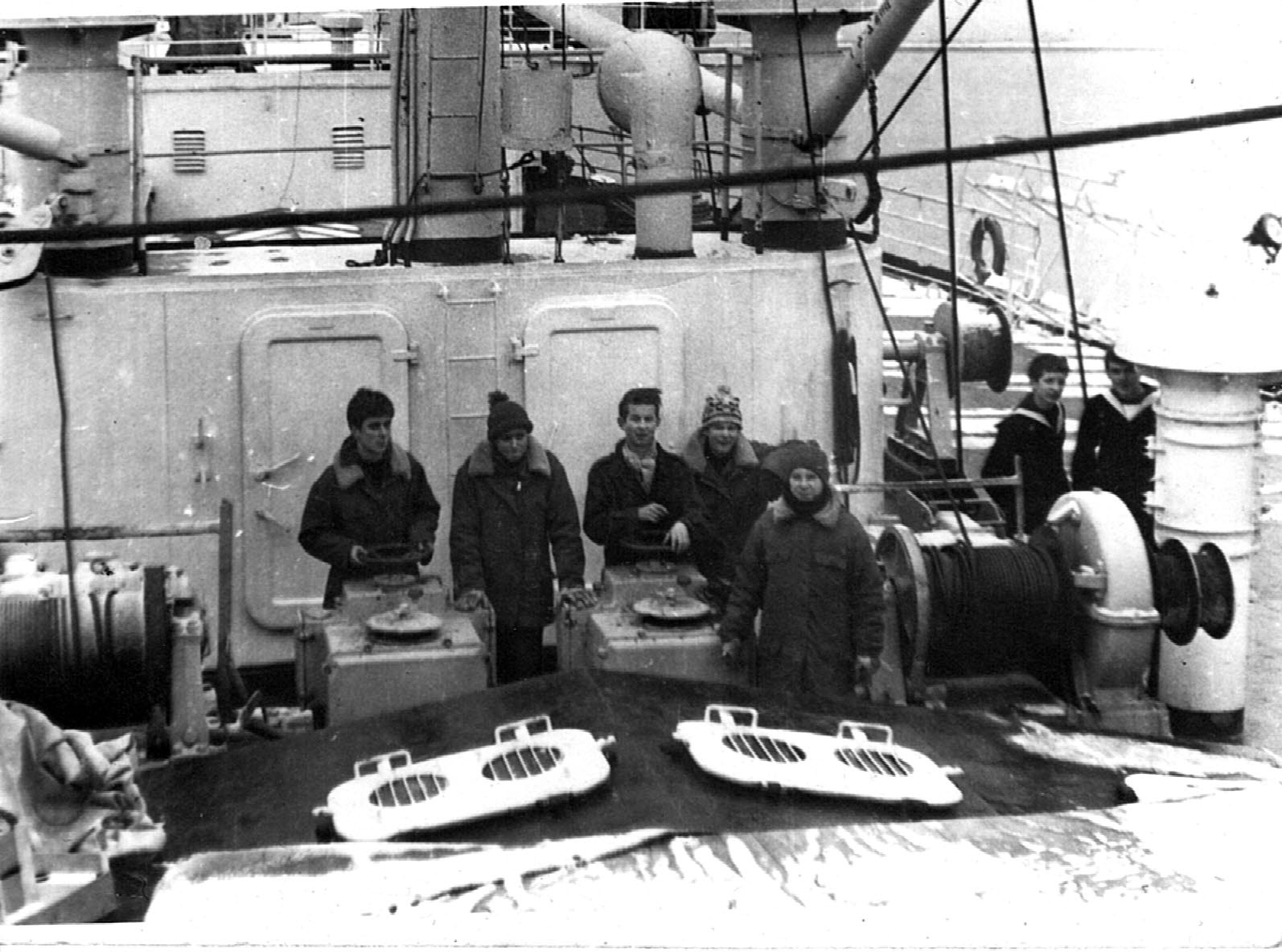
Uczniowie Liceum w czasie zajęć praktycznych na MS Edward Dembowski

Liceum Morskie w Gdyni – liceum zawodowe działające w Gdyni w latach 1973–1985. W latach 1974–1983 mieściło się na statku MS Edward Dembowski.

## Geneza
Szkolnictwo morskie w Polsce, powstałe w 1920, kształciło specjalistów na stanowiska oficerskie. Załogi szeregowe składały się z osób szkolonych na miejscu, jak też absolwentów różnych kursów przygotowawczych oraz rezerwistów Marynarki Wojennej.
W latach 70. XX wieku w związku z rozwojem i unowocześnianiem polskiej floty handlowej dostrzeżono zapotrzebowanie na załogi szeregowe wykształcone, zdolne do obsługi nowoczesnych statków. Postanowiono otworzyć zasadnicze szkoły zawodowe (pod nazwą Zasadnicza Szkoła Morska) przy Polskich Liniach Oceanicznych w Gdyni oraz przy Polskiej Żegludze Morskiej w Szczecinie.

## Początki szkoły
Wiosną 1973 odbyły się egzaminy. Jeszcze przed rozpoczęciem roku szkolnego zdecydowano o zmianie rodzaju szkół na licea zawodowe, aby umożliwić absolwentom uzyskanie matury i dalsze kształcenie w Wyższej Szkole Morskiej (lub innej uczelni). Uczniowie przyjęci do Zasadniczej Szkoły Morskiej stali się automatycznie uczniami Liceum Morskiego. Pierwszym dyrektorem, najpierw ZSM, a następnie Liceum Morskiego, został Edward Gill.
Na siedzibę Liceum Morskiego w Gdyni przeznaczono motorowiec „Edward Dembowski”. Przebudowa z drobnicowca na statek szkolny została wykonana w gdańskiej Stoczni Remontowej, lecz prace nie zostały ukończone przed rozpoczęciem roku szkolnego. Dlatego też szkołę umieszczono początkowo w Ośrodku Szkoleniowym Ligi Obrony Kraju w Jastarni, gdzie 3 września 1973 odbyła się uroczysta inauguracja. Ponieważ jednak budynki ośrodka w Jastarni nie miały ogrzewania, w październiku 1973 uczniów przeniesiono początkowo na „Dar Pomorza” stojący w Gdyni, a w styczniu 1974 do ośrodka wypoczynkowego PLO „Szarlota” koło Kościerzyny.
W październiku 1974 szkołę przeniesiono na „Dembowskiego”. Statek miał kabiny dla 240 uczniów, 5 sal lekcyjnych, warsztaty, salę gimnastyczną, pomieszczenia dla wykładowców (13 osób) i załogi statku (27 osób) oraz pomieszczenia magazynowe i gospodarcze.

## Podróże
24 maja 1975 statek wyruszył w pierwszą podróż z uczniami Liceum Morskiego. Zawinięto do Leningradu, Helsinek i Sztokholmu. Do Gdyni „Dembowski” wrócił 5 czerwca 1975. Każdego roku, latem odbywały się kilkunastodniowe rejsy po Bałtyku i Morzu Północnym. Takich podróży odbyło się 10, lecz po powrocie z ostatniej, w lipcu 1978 Polski Rejestr Statków nie odnowił certyfikatu dopuszczającego do pływania.
MS „Edward Dembowski” stał się hulkiem, zacumowanym przy Nabrzeżu Pomorskim w Gdyni.

## Zakończenie działalności
Utrzymanie statku, mimo tego że nie pływał, generowało koszty większe, niż normalny budynek internatu i szkoły. Dodatkowo, ze względu na stan techniczny, istniało poważne zagrożenie sanitarne oraz pożarowe.
W 1981 rozpoczęto starania o przeniesienie Liceum Morskiego do siedziby na lądzie. Proponowano budowę nowej siedziby szkoły i normalnego internatu, rozważano możliwości wykorzystania bazy lokalowej innych szkół. Nie przyniosło to rezultatów i 27 kwietnia 1982 Polskie Linie Oceaniczne postanowiły wstrzymać nabór do szkoły, kontynuując nauczanie już przyjętych uczniów. W czerwcu 1983 postanowiono o sprzedaży statku. Dwa ostatnie roczniki (4 klasy) włączono w struktury Technikum Przetwórstwa Rybnego w Gdyni. W roku szkolnym 1983/1984 internat Liceum mieścił się w Domu Turysty w Sopocie, a w ostatnim roku uczniowie mieszkali w internacie Zasadniczej Szkoły Budowlanej w Gdyni.
31 sierpnia 1985 Liceum Morskie w Gdyni zostało zlikwidowane.

## Liceum Morskie w Gdyni w liczbach
O możliwość uczenia się w Liceum Morskim w Gdyni ubiegało się około 8 tysięcy kandydatów. Przyjęto 765 chłopców, z których 568 ukończyło szkołę, a 474 uzyskało świadectwa maturalne. Każdy rocznik był podzielony na dwie klasy: A i B. Do klasy A uczęszczali uczniowie, którzy pochodzili z różnych zakątków Polski, w klasie B byli uczniowie mieszkający w Trójmieście i okolicach.
W Liceum oprócz nauczycieli przedmiotów ogólnych pracowało 40 instruktorów nauki zawodu oraz 15 nauczycieli wychowania morskiego (wychowawcy w internacie). 42 osoby były zatrudnione na stanowiskach administracyjnych i pomocniczych.
Program Liceum Morskiego obejmował przedmioty: język polski, język angielski, język rosyjski, matematyka, historia, fizyka, chemia, propedeutyka nauki o społeczeństwie, geografia gospodarcza, przysposobienie obronne, wychowanie fizyczne, przysposobienie do życia w rodzinie, rysunek techniczny, elektrotechnika i automatyka okrętowa, nautyka, wiedza okrętowa i budowa okrętu, materiałoznawstwo okrętowe, technologia ładunków, okrętowe urządzenia napędowe i mechanizmy pomocnicze, morskie przysposobienie sportowe (pływanie, żeglarstwo i ratownictwo), prawo żeglugowe, bezpieczeństwo i higiena pracy.

## Upamiętnienie Liceum Morskiego w Gdyni
W 1998, w 25. rocznicę powołania Liceum, Jerzy Brodowski, absolwent pierwszego rocznika, zorganizował spotkanie absolwentów i pracowników Liceum Morskiego. Później odbyło się jeszcze kilka takich spotkań. W czasie kolejnego zjazdu, 13 czerwca 2006, na budynku Wydziału Nawigacyjnego Akademii Morskiej w Gdyni przy alei Jana Pawła II odsłonięto tablicę upamiętniającą istnienie Liceum Morskiego.
O liceum napisano kilka książek i artykułów.